# Roberto d'Aubuisson
Roberto d'Aubuisson Arrieta (AFI: ['daβwison]; Santa Tecla, La Libertad, 23 de agosto de 1944 - San Salvador, 20 de febrero de 1992) fue un militar y político salvadoreño.  En 1981 cofundó y dirigió el partido político Alianza Republicana Nacionalista (ARENA) y sirvió como presidente de la Asamblea Constituyente de El Salvador de 1982 a 1983. Fue candidato para presidente de El Salvador en 1984, perdiendo en la segunda vuelta contra José Napoleón Duarte. Después de que el partido político ARENA perdiera en las elecciones legislativas de 1985, d'Aubuisson decidió ceder el puesto a Alfredo Cristiani y fue premiado por ello, con el nombramiento de presidente honorario de por vida.

## Biografía

### Infancia
Roberto d'Aubuisson nació en Santa Tecla del departamento de La Libertad, de El Salvador, el 23 de agosto de 1944. Sus padres fueron Roberto d'Aubuisson, y Joaquina Arrieta, salvadoreña de ascendencia vasca y chilena. Es el descendiente de Jacques, Marie, Germain, Gustave d'Aubuisson, que nació en Toulouse en Francia en 1822 y llegó a El Salvador a los 20 años, donde se estableció como ferretero. Su padre, Pierre d'Aubuisson, fue marqués y señor de Nailloux y Ramonville-Saint-Agne.

### Estudios
Se graduó de la Escuela Militar capitán general Gerardo Barrios en 1963. Posteriormente estudió en la Escuela de las Américas, graduándose en 1972.

### ANSESAL
En los años setenta d'Aubuisson trabajó en la Agencia Nacional de Seguridad Salvadoreña (ANSESAL), organismo de inteligencia gubernamental fundada por su mentor José Alberto Medrano. Fue su número tres en esa organización cuando fue disuelta en 1979.

### Política

#### Fundador del partido ARENA
En 1981 fundó el partido Alianza Republicana Nacionalista del que es el primer candidato a la presidencia del país por el partido ARENA, con el que participó como candidato a la Presidencia de la República en 1984 durante las elecciones presidenciales de 1984, las que perdió frente al ingeniero José Napoleón Duarte (candidato del Partido Demócrata Cristiano). Luego se dedicó a ser un férreo opositor a todos los proyectos de ley que desde el Ejecutivo democristiano surgieran y también a fortalecer a su partido de cara a los comicios legislativos y municipales de 1988.

#### Cargos como diputado
Roberto d'Aubuisson fue diputado presidente de la Asamblea Constituyente después de las elecciones para diputados entre los años 1982 y 1985 y diputado de la Asamblea Legislativa de 1985 a 1992.

### Asamblea Constituyente y Constitución de El Salvador de 1983
En 1983 fue presidente de la Asamblea Constituyente que redactó la Constitución de El Salvador.

### Muerte

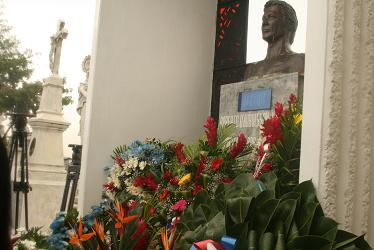
Tumba de Roberto d'Aubuisson.

Roberto d'Aubuisson murió en San Salvador, el 20 de febrero de 1992 a los 47 años de edad, tras un largo padecimiento de cáncer de garganta

## Sucesos posteriores

### Acusación de asesinato de Monseñor Romero

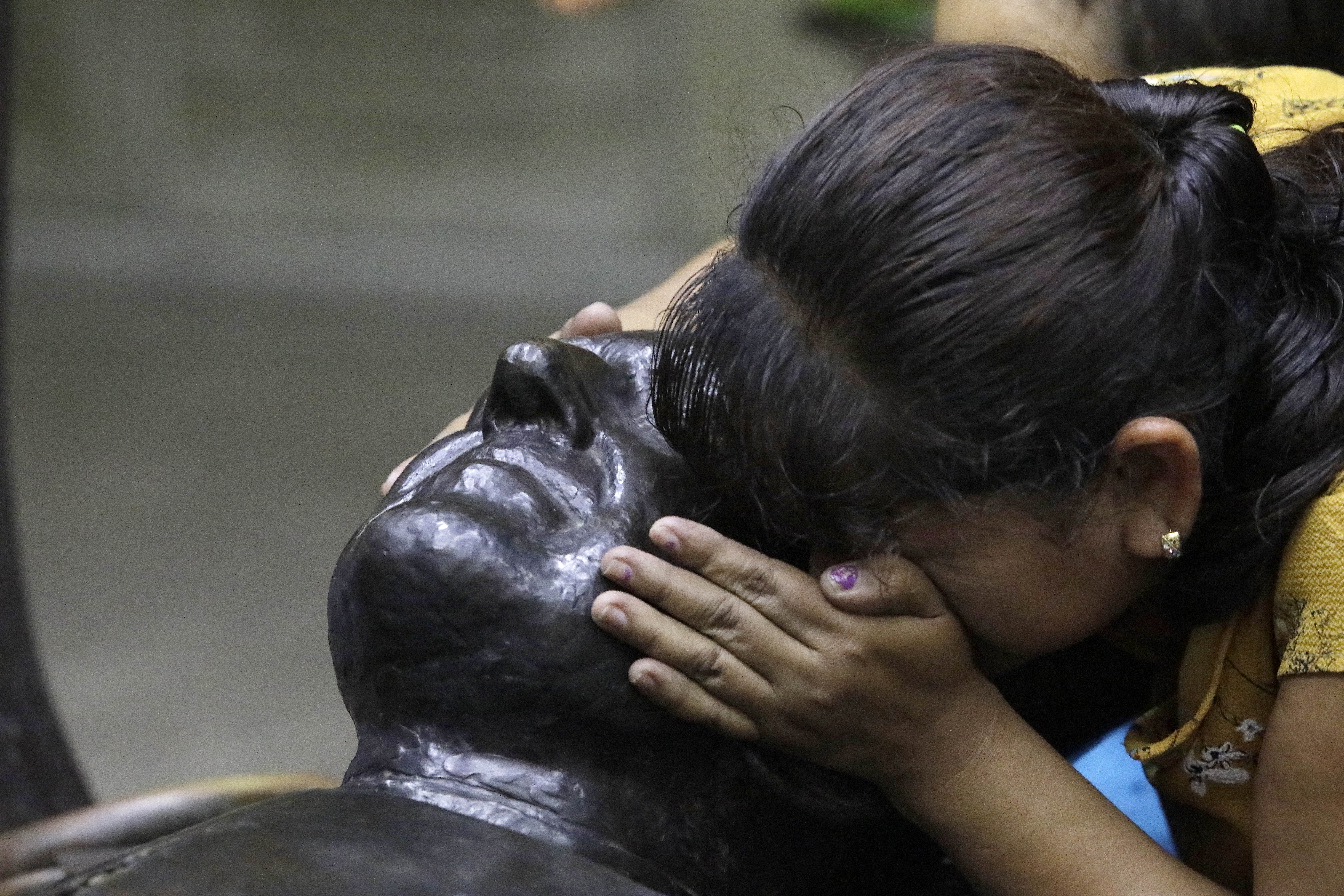
Tumba de Monseñor Romero.

Ha sido acusado por instituciones como la Comisión Interamericana de Derechos Humanos y la Comisión de la Verdad para El Salvador de las Naciones Unidas (1992-1993), como responsable del asesinato de Óscar Arnulfo Romero, ocurrido el 24 de marzo de 1980 en San Salvador.
Dicha acusación fue estudiada en el Informe de la Comisión de la Verdad para El Salvador (1992-1993) en el cual se le vincula como el autor intelectual del asesinato. En las conclusiones de ese caso, la comisión concluye que: «Existe evidencia de que el ex-mayor dio la orden de asesinar al arzobispo e instrucciones a su entorno de seguridad de organizar y supervisar el asesinato» (págs. 180 y 234, respectivamente).
Aún se especula sobre quién fue el tirador contratado, pero algunas fuentes señalan a Marino Samayoa Acosta, subsargento de la Guardia Nacional, a quien habrían pagado mil colones por tirar del gatillo.
Un capitán llamado Eduardo Ávila murió en extrañas circunstancias.[cita requerida]

### Acusación de organizar los escuadrones de la muerte
La Comisión de la Verdad para El Salvador de las Naciones Unidas (1992-1993) acusó a d’Aubuisson como responsable de la organización e implementación de los escuadrones de la muerte en su país.

### Monumento
El 22 de junio de 2006, el entonces presidente de El Salvador Elías Antonio Saca inauguró un monumento en honor a Roberto d'Aubuisson. En febrero de 2007, diputados de la Asamblea Legislativa de El Salvador, pertenecientes al partido ARENA, solicitaron la aprobación de una mención honorífica, con el título de "hijo meritísimo", a favor de Roberto d'Aubuisson, la cual fue archivada. Hubo manifestaciones de grupos de izquierda y de los derechos humanos contrarios al líder político, en contra de esta denominación.

### Entrevista a Álvaro Saravia
El 22 de marzo de 2010, el periódico digital El Faro publicó una entrevista al excapitán (dado de baja) Álvaro Saravia, en la cual el exmilitar comentó su implicación en el asesinato, así como la del exmayor D'Aubuisson, donde se ubica de voz de uno de los coautores del asesinato de Óscar Romero, al exmayor Roberto d'Aubuisson dentro de la conspiración para asesinarlo. Esta fue la primera aparición pública del excapitán Saravia en la palestra pública salvadoreña, luego de un largo periodo de inactividad, habiendo padecido muchas privaciones económicas tras su retiro de la Fuerza Armada de El Salvador.